# G.G.T. Rustwijk

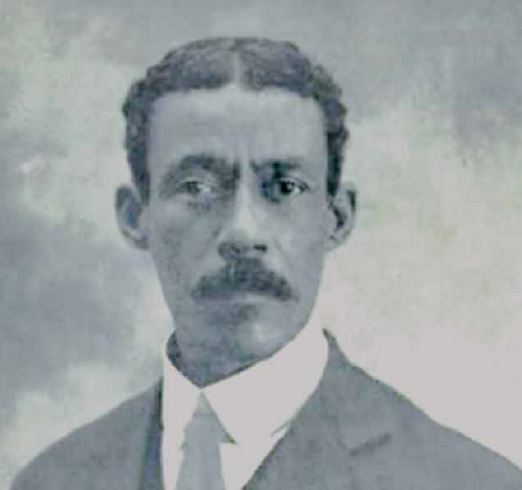
G.G.T. Rustwijk

George Gerhardus Theodorus Rustwijk (Paramaribo, 13 de diciembre de 1862 - 17 de julio de 1914) fue un artista, poeta, escritor, fotógrafo, profesor de arte y escenógrafo de Surinam.
Entre 1893 a 1897 Rustwijk participó y contribuyó en la "Escuela Vespertina para Artesanos" de O'Ferrall. En 1907 parte de Surinam y se muda a la Guyana Francesa y posteriormente a Demerara. Su pintura The Kaietur Falls fue utilizada como carátula de un libro.
En Surinam Rustwijk se hizo conocido por sus operetas para niños (especialmente colaboraba con la compañía de teatro Thalia), sus poemas, sus diseños de escenografías, incluida la de la ópera Het pand der goden de J.N. Helstone. Rustwijk fue también un jefe muy activo del Philotechnie musical, director del club de Drama y Sociedad y desde 1900 del Polyhymnia. Los textos póstumos de Rustwijk se pueden agrupar en Matrozenrozen (1915), la primera colección de poesía de Surinam (si no se consideran las obras de Paul Roos Francois que no había nacido en Surinam). 
Cuando en 1890 las actividades agrícolas en Surinam fueron amenazadas por una peste y las condiciones laborales se vieron degradadas, Rustwijk preparó una conferencia en 1911, en la cual bajo el nombre de "Luci" dijo: Het 'Waarom' beantwoord of Het 'Wee' ontsluierd voor de Welvaartscommissie (La respuesta al "porqué" del "dolor" es revelada a la Comisión de Progreso). Mediante un gran número de preguntas retóricas Rustwijk manifestó su parecer en cuanto a que las condiciones en Surinam eran peores que las condiciones en las colonias francesa y británica vecinas. 